# Phân cấp hành chính Lào
Hệ thống phân cấp hành chính tại Lào được chia ra thành 3 cấp  gồm có:
1. Khwaeng (tiếng Lào: ແຂວງ - hay khoueng'): có 17 tỉnh và thủ đô Viêng Chăn. (tiếng Lào: ນະຄອນຫລວ - nakhon luang)
2. Muang (tiếng Lào: ເມືອງ; mường hay quận, huyện): có 140 muang.
3. Ban (Bản): có hơn 11.000 ban.

## Các tỉnh của Lào
| №  | Tỉnh             | Thủ phủ                                    | Diện tích (km²) | Dân số 2000 |
| -- | ---------------- | ------------------------------------------ | --------------- | ----------- |
| 0  | Lào              | Thủ đô Vientiane                           | 236.800         | 5.218.000   |
| 1  | Attapeu          | Attapeu (Samakkhixay)                      | 10.320          | 114.300     |
| 2  | Bokeo            | Ban Houayxay (Houayxay)                    | 6.196           | 149.700     |
| 3  | Bolikhamxai      | Paksan (Paksan)                            | 14.863          | 214.900     |
| 4  | Champasak        | Pakse (Pakse)                              | 15.415          | 575.600     |
| 5  | Hua Phan         | Xam Neua (Xamneua)                         | 16.500          | 322.200     |
| 6  | Khammuane        | Thakhek (Thakhek)                          | 16.315          | 358.800     |
| 7  | Luang Namtha     | Luang Namtha (Namtha)                      | 9.325           | 150.100     |
| 8  | Luang Prabang    | Luang Prabang (Louangprabang)              | 16.875          | 408.800     |
| 9  | Oudomxay         | Xay (Xay)                                  | 15.370          | 275.300     |
| 10 | Phongsaly        | Phongsali (Phongsaly)                      | 16.270          | 199.900     |
| 11 | Xayabury         | Xayabury (Xayabury)                        | 16.389          | 382.200     |
| 12 | Salavan          | Salavan (Salavan)                          | 10.691          | 336.600     |
| 13 | Savannakhet      | Kaysone Phomvihane (trước là Khanthaboury) | 21.774          | 721.500     |
| 14 | Sekong           | Sekong (Lamarm)                            | 7.665           | 83.600      |
| 15 | Thủ đô Vientiane | Vientiane City                             | 3.920           | 726.000     |
| 16 | Tỉnh Viêng Chăn  | Phonhong (Phonhong)                        | 15.927          | 373.700     |
| 17 | Xiengkhuang      | Phonsavan (hay Pek)                        | 15.880          | 229.521     |
| 18 | Xaisomboun       | Xaisomboun                                 | 4.506           | 62.000      |